# Спеція (футбольний клуб)
Футбольний клуб «Спеція» (італ. Spezia Calcio 1906) — італійський футбольний клуб з міста Ла-Спеція. Виступає в італійській Серії A. Був заснований в 1906 році. 
Чемпіон Італії 1944 року (не визнаний, як офіційний FIGC).